# Hyády (hvězdokupa)
Hyády (také známé jako Prasátka, nebo odborně Melotte 25, Collinder 50 nebo Caldwell 41) jsou výrazná otevřená hvězdokupa vzdálená od Země 153 světelných let v souhvězdí Býka o hodnotě magnitudy 0,5. Hyády jsou se svou vzdáleností 153 světelných let od Země nejbližší hvězdokupou (hvězdná asociace v souhvězdí Velké medvědice je sice blíže, 80 světelných let, nejde ovšem o klasickou hvězdokupu). Uvedenou vzdálenost potvrdil kromě propočtů také satelit Hipparcos, Hubbleův vesmírný dalekohled a infračervené porovnání diagramu barev a magnitudy. Hodnoty získané těmito třemi nezávislými metodami se shodují, proto jsou Hyády důležitou příčkou na kosmologickém žebříku vzdáleností. Díky své velké blízkosti je hvězdokupa častým objektem výzkumů.

## Pozorování

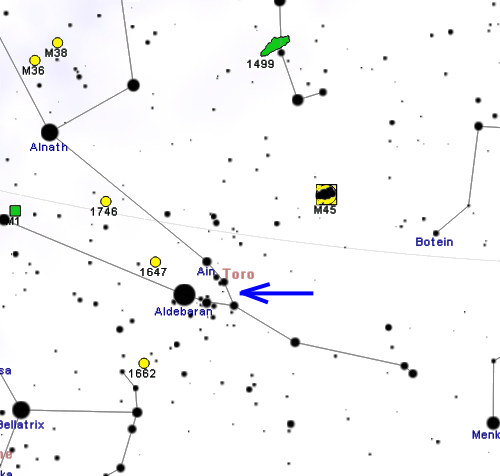
Poloha hvězdokupy Hyády v souhvězdí Býka.

Hvězdokupu přibližně kulového tvaru tvoří skupina několika stovek hvězd, které mají stejné stáří, místo vzniku, chemické složení a pohyb vesmírným prostorem.
Na obloze se nachází ve střední části souhvězdí a její nejjasnější hvězdy tvoří písmeno „V“ společně s rudým obrem, hvězdou Aldebaran, která ovšem není součástí hvězdokupy, protože leží blíže k Zemi (proto se zdá být výrazně jasnější) a na hvězdokupu se pouze promítá kvůli úhlu pohledu. 5° severovýchodně od hvězdokupy se nachází otevřená hvězdokupa NGC 1647.

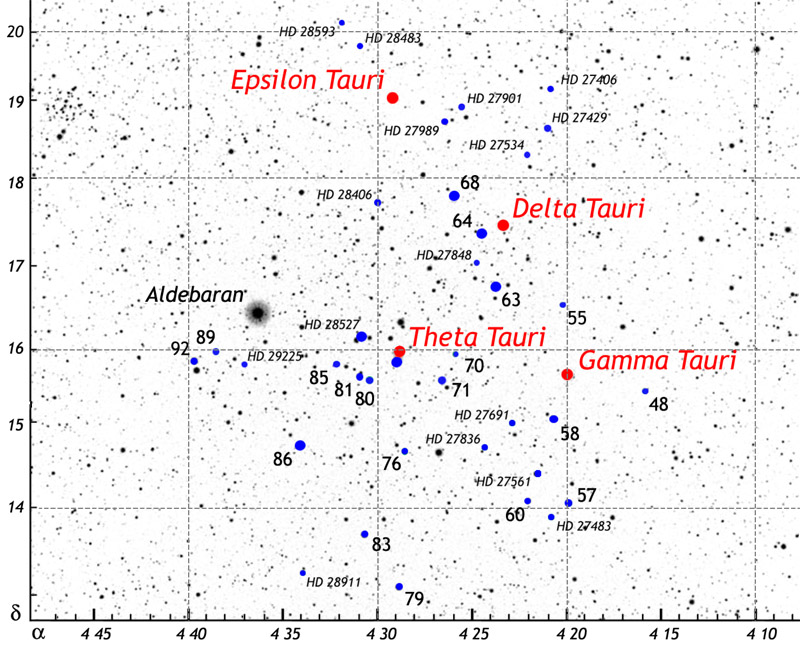
Nejjasnější hvězdy ve hvězdokupě Hyády.

Čtyři nejjasnější členové hvězdokupy Hyády se vyvinuli jako hvězdy hlavní posloupnosti a nyní se nachází ve spodní části větve obrů.
Tyto hvězdy mají Bayerovo označení Gama, Delta¹, Epsilon a Théta Tauri a tvoří asterismus, který se běžně označuje za hlavu Býka. Hvězdu Epsilon Tauri obíhá exoplaneta Epsilon Tauri b, což je plynný obr a první planeta nalezená v otevřené hvězdokupě.
Nejjasnější hvězdou v Hyádách je Théta Tauri (θ Tauri). Je to dvojhvězda složená z oranžového obra (spektrálního typu K) a hvězdy spektrálního typu A. Théta2 je proměnná hvězda typu Delta Scuti a mění jasnost v rozmezí 3,35-3,42 mag v periodě 1,82 hodin. Celková jasnost této soustavy je 3,41 mag. Druhá nejjasnější hvězda Hyád je Epsilon Tauri (ε Tauri). Její arabský název je Ain, což znamená "oko" (Býka). Ain tvoří spolu s Aldebaranem oči Býka a má jasnost 3,54 mag. Gama Tauri (γ Tauri) bývá označována také jako Hyadum I. Je to oranžový obr typu K a má jasnost 3,65 magnitudy. Hyadum II je jiné označení pro hvězdu Delta Tauri. Je to trojhvězda složená z oranžového obra (Delta1), bílé hvězdy hlavní posloupnosti (Delta2) a bílého podobra (Delta3). Nejjasnější z této trojice, Delta1, dosahuje jasnosti 3,77 mag. 
Stáří hvězdokupy se odhaduje na 625 milionů let. Jádro hvězdokupy, ve kterém jsou hvězdy nejvíce zhuštěné, má poloměr 2,7 parseků (tedy průměr 17,6 světelných let) a celkový poloměr hvězdokupy je 10 parseků (průměr 65 světelných let). Ovšem přibližně třetina potvrzených členů hvězdokupy se nachází daleko za tímto poloměrem v rozsáhlém halu hvězdokupy; tyto hvězdy pravděpodobně uniknou z gravitačního vlivu hvězdokupy.

## Nejjasnější hvězdy
Následující seznam ukazuje členy hvězdokupy Hyády s magnitudou 4,5 a jasnější.
| Označení      | HD     | Vizuální magnituda | Spektrální klasifikace |
| ------------- | ------ | ------------------ | ---------------------- |
| Theta² Tauri  | 28 319 | 3,398              | A7III                  |
| Epsilon Tauri | 28 305 | 3,529              | K0III                  |
| Gama Tauri    | 27 371 | 3,642              | G8III                  |
| Delta¹ Tauri  | 27 697 | 3,753              | G8III                  |
| Théta¹ Tauri  | 28 307 | 3,836              | G7III                  |
| Kappa Tauri   | 27 934 | 4,201              | A7IV-V                 |
| 90 Tauri      | 29 388 | 4,262              | A6V                    |
| Ypsilon Tauri | 28 024 | 4,282              | A8Vn                   |
| Delta² Tauri  | 27 962 | 4,298              | A2IV                   |
| 71 Tauri      | 28 052 | 4,480              | F0V...                 |

## Vlastní pohyb

Animace vlastního pohybu během milionu let pro 3D brýle (červenozelené nebo červenomodré)

Hvězdy v Hyádách jsou na těžké prvky bohatší než Slunce a další běžné hvězdy v jeho okolí, celková naměřená metalicita hvězdokupy je +0,14.

Animace vlastního pohybu v rozsahu -/+ 300 000 years (zkřížený pohled)

Hvězdokupa Hyády má vztah k dalším skupinám hvězd v blízkosti Slunce. Její stáří, metalicita a vlastní pohyb se shodují s větší a mnohem vzdálenější hvězdokupou Jesličky
a trajektorie obou hvězdokup vychází ze stejné oblasti v prostoru, což naznačuje jejich společný původ.
Dalším společníkem hvězdokupy je hvězdný proud Hyád, velký soubor rozptýlených hvězd, které také sdílí podobnou trajektorii jako Hyády. Studie vydaná v roce 2011 zjistila, že přinejmenším 15 % členů hvězdného proudu Hyád má stejné chemické složení jako hvězdokupa Hyády.
Zhruba kolem 85 % členů hvězdného proudu však má odlišné stáří a metalicitu, a proto spolu nesouvisí; jejich společný pohyb je připisován slapovým jevům otáčející se galaktické příčky uprostřed galaxie Mléčné dráhy.
Mezi zbývajícími členy hvězdného proudu Hyád byla jako uniklý člen původní hvězdokupy Hyády určena hvězda Ióta Horologii, kolem které obíhá exoplaneta.
Hyády nesouvisí ani s dalšími dvěma blízkými skupinami hvězd, Plejádami a hvězdným proudem Velké medvědice, které jsou také viditelné pouhým okem.

## Historie
V řecké mytologii byly Hyády pěti dcerami Atlase a nevlastními sestrami Plejád. Po smrti jejich bratra Hyase byly jeho truchlící sestry proměněny ve skupinku hvězd, jejichž východ oznamoval začátek období dešťů.
Jelikož jde o hvězdokupu viditelnou prostým okem, byla známa již ve starověku. Zmínilo se o nich mnoho klasických autorů, např. již Homér roku 750 př. n. l. nebo Publius Ovidius Naso. V 18. knize Illiady se hvězdy Hyád objevují spolu s Plejádami, Velkou medvědicí a Orionem na štítu, který Héfaistos vyrobil pro Achilla.
V Anglii byla hvězdokupa známa jako "April Rainers" kvůli spojení s dubnovými dešti, jak se zpívá v lidové písni "Green Grow the Rushes, O".
Poprvé byla zapsána do katalogu pravděpodobně roku 1654 Giovannim Batistou Hodiernou a následně se objevila v mnoha atlasech hvězd 17. a 18. století. Charles Messier však Hyády v roce 1781 nezařadil do svého katalogu vesmírných objektů. Postrádá tedy Messierovo označení, na rozdíl od mnoha dalších vzdálenějších otevřených hvězdokup, jako jsou M44 (Jesličky), M45 (Plejády) a M67.
V roce 1869 astronom R. A. Proctor zpozoroval, že mnoho hvězd velmi vzdálených od Hyád s nimi sdílí společný pohyb prostorem.
Lewis Boss roku 1908 poprvé rozpoznal, že jde o hvězdokupu. Podal zprávu o téměř 25 letech pozorování, čímž potvrdil předchozí předpoklad pohybové skupiny hvězd, kterou nazval proud Býka (dnes nazývaný hvězdný proud Hyád). Boss vydal nákres, který pohybu rozptýlených hvězd přisuzuje stejné místo původu.
Ve 20. letech 20. století byl široce rozšířen názor, že Hyády sdílí stejné místo původu s hvězdokupou Jesličky,
protože Klein-Wassink roku 1927 poznamenal, že tyto dvě hvězdokupy spolu kosmicky souvisí.
Po velkou část 20. století se vědecký výzkum hvězdokupy soustředil na určení její vzdálenosti, modelování jejího vývoje, potvrzení či vyvrácení jejích možných členů a popis jednotlivých hvězd.

## Vlastnosti a vývoj
Všechny hvězdy se tvoří ve hvězdokupách, ale většina hvězdokup se rozpadne dříve než za 50 milionů let po skončení tvorby hvězd.
Astronomický výraz pro tento jev je "vypařování". Pouze velmi hmotné hvězdokupy, které obíhají daleko od galaktického jádra, mohou tomuto jevu dlouhodobě uniknout.
To se týká i hvězdokupy Hyády, která měla ve svém mládí pravděpodobně mnohem více členů. Odhady její počáteční hmotnosti jsou v rozsahu 800 až 1 600 hmotností Slunce ({\displaystyle M_{\odot }}), z toho vyplývá ještě větší počet jednotlivých hvězd.

### Populace hvězd
Teorie předpovídá, že ve hvězdokupě této velikosti by měly vzniknout hvězdy a objekty menší než hvězdy všech spektrálních tříd, od horkých hvězd typu O až po temné hnědé trpaslíky. Ovšem výzkumy Hyád ukazují, že tato hvězdokupa postrádá hvězdy na obou koncích rozsahu hmotnosti.
Při stáří 625 milionů let končí hvězdy hlavní posloupnosti kolem 2,3 {\displaystyle M_{\odot }}, neboli ze všech hmotnějších hvězd se již stali podobři, obři, nebo bílí trpaslíci, zatímco méně hmotné hvězdy pokračují se slučováním vodíku na hlavní posloupnosti. Rozsáhlé výzkumy odhalily ve středu hvězdokupy 8 bílých trpaslíků,
což odpovídá konečnému vývojovému stupni původních hvězd typu B (každá o hmotnosti kolem 3 {\displaystyle M_{\odot }}). Předchozí vývojový stupeň je v současnosti ve hvězdokupě zastoupen čtyřmi červenými obry. Jejich současný spektrální typ je K0III, ale ve skutečnosti to jsou vysloužilé hvězdy typu A o hmotnosti kolem 2,5 {\displaystyle M_{\odot }}
Další bílý obr typu A7III je hlavní složkou hvězdy Théta2 Tauri, což je dvojhvězda, jejíž druhá složka je typu A; tato dvojhvězda je vizuálně blízko Théta1 Tauri, jednomu ze čtyř obrů, který má také společníka typu A.
Zbývající potvrzení členové hvězdokupy jsou mnohé jasné hvězdy spektrálního typu A (přinejmenším 21 členů), F (kolem 60) a G (kolem 50). Všechny tyto typy hvězd jsou seskupeny uvnitř hvězdokupy mnohem hustěji než jak jsou tyto typy zastoupeny ve stejně velké oblasti 10 parseků kolem Země. Pro porovnání, oblast do 10 parseků od Země obsahuje pouze 4 hvězdy typu A, 6 typu F a 21 typu G.
Skupina méně hmotných hvězd (spektrální typ K a M) v Hyádách zůstává málo pochopena i přes velkou blízkost a dlouhé pozorování. Mezi potvrzenými členy je přinejmenším 48 trpaslíků typu K a asi tucet červených trpaslíků spektrálního typu M0 až M2.
Na potvrzení čekají i další červení trpaslíci, ale pouze pár jich je pozdějšího typu než M3 a ohlášených hnědých trpaslíků je pouze kolem dvanácti.
Tento nedostatek na spodní straně rozsahu hmotností je ve výrazném rozporu se zastoupením hvězd v okolí do 10 parseků od Země, kde se nachází přinejmenším 239 červených trpaslíků, které tvoří kolem 76 % všech hvězd v tomto okolí.

### Hmotové rozdělení
Pozorované rozdělení spektrálních typů hvězd v Hyádách ukazuje proběhlé hmotové rozdělení. Vyjma bílých trpaslíků se ve středu hvězdokupy v průměru 2 parseků nachází pouze hvězdné systémy o hmotnosti přinejmenším 1 {\displaystyle M_{\odot }}. Toto těsné zhuštění hmotných hvězd dodává Hyádám jejich celkový vzhled, kdy je jádro vymezeno těsnou skupinou jasných hvězd a široce rozprostřené halo obsahuje zejména pozdější spektrální typy. Poloměr jádra je 2,7 parseků (8,8 světelných let, trochu více než vzdálenost mezi Sluncem a Siriem), zatímco poloměr poloviny hmotnosti, ve kterém se nachází polovina celkové hmotnosti hvězdokupy, je 5,7 parseků (18,6 světelných let). Celkový poloměr 10 parseků (32,6 světelných let) představuje průměrnou hranici, za kterou není pravděpodobné, že hvězda zůstane gravitačně vázána na jádro hvězdokupy.
V halu hvězdokupy probíhá "vypařování" hvězd tak, že hmotní členové vychylují menší hvězdy směrem od jádra. Z hala se pak mohou uvolnit slapovými silami, kterými na ně působí jádro Galaxie, nebo nárazy při srážkách s pohybujícími se oblaky vodíku. Tímto způsobem pravděpodobně Hyády ztratily mnoho svých původních červených trpaslíků a podstatnou část jasnějších hvězd.

### Násobnost hvězd
Dalším důsledkem hmotového rozdělení je soustředění dvojhvězd ve středu hvězdokupy. Více než polovina známých hvězd typu F a G jsou dvojhvězdy a přednostně se nachází ve středové oblasti. Podobně jako v nejbližším okolí Slunce roste počet dvojhvězd s hmotností hvězdy. Poměrné zastoupení dvojhvězd v Hyádách roste od 26 % mezi hvězdami typu K až po 87 % mezi hvězdami typu A. Dvojhvězdy v Hyádách mají často malou vzdálenost mezi složkami a většina jich má velkou poloosu dráhy menší než 50 astronomických jednotek.
I když není znám přesný poměr mezi jednoduchými a dvojitými hvězdami v této hvězdokupě, má velký vliv na naše porozumění počtu jejích členů. Například Perryman a kol. sepsali kolem 200 vysoce pravděpodobných členů hvězdokupy. Kdyby byl tento poměr 50 %, hvězdokupa by celkem obsahovala přinejmenším 300 jednotlivých hvězd.

### Další vývoj
Výzkumy ukazují, že 90 % hvězdokup se rozptýlí během 1 miliardy let od vzniku a pouze malá část jich přežije do současného stáří Sluneční soustavy (kolem 4,6 miliard let). Během dalších několika stovek milionů let budou Hyády nadále ztrácet hmotnost a počet členů tím, že její nejjasnější hvězdy opustí hlavní posloupnost a její nejtmavší hvězdy se vypaří z hala. Postupem času může být zmenšena na zbytek čítající tucet hvězdných systémů, většinu z nich dvojhvězd nebo vícenásobných hvězd, které budou dále náchylné na pokračující rozptylující síly.